# 沃克吕兹 (杜省)
沃克吕兹（法語：Vaucluse，法語發音：[voklyz] ⓘ）是法国杜省的一个市镇，属于蒙贝利亚尔区。

## 地理
沃克吕兹（47°15'30"N, 6°41'14"E）面积5.01 平方千米，位于法国勃艮第-弗朗什-孔泰大區杜省，该省份为法国东部内陆省份，北起上索恩省，西接汝拉省，东部及东南部与瑞士接壤，东北部与贝尔福地区省接壤。
与沃克吕兹接壤的市镇（或旧市镇、城区）包括：巴特南-瓦兰、贝勒埃尔布、沙尔穆瓦耶、库尔-圣莫里斯、罗叙勒。

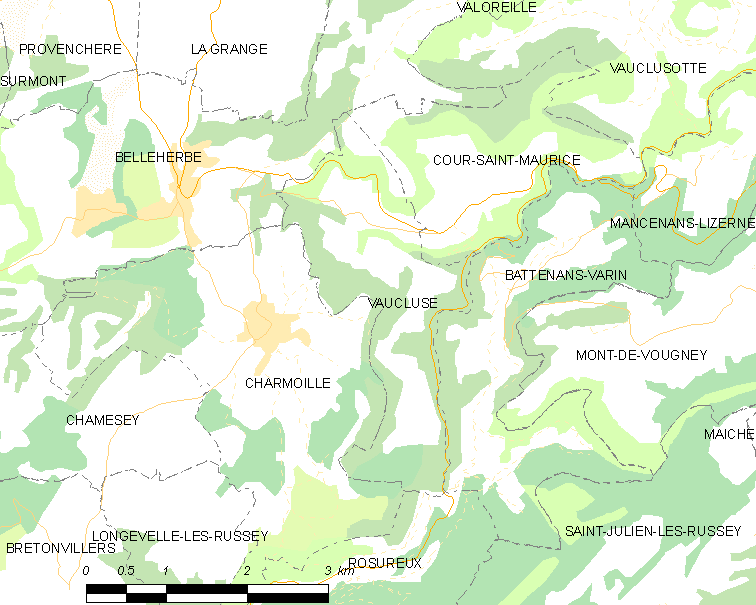
的OSM定位图

沃克吕兹的时区为UTC+01:00、UTC+02:00（夏令时）。

## 行政
沃克吕兹的邮政编码为25380，INSEE市镇编码为25588。

## 政治
沃克吕兹所属的省级选区为瓦尔达翁县。

## 人口

1962-2008年间人口变化图示

沃克吕兹于2022年1月1日时的人口数量为117人。